# Rhinolophus pearsonii
Rhinolophus pearsonii (Horsfield, 1851) è un pipistrello della famiglia dei Rinolofidi diffuso nel Subcontinente indiano e nell'Ecozona orientale.

## Descrizione

### Dimensioni
Pipistrello di medie dimensioni, con la lunghezza della testa e del corpo tra 51 e 64 mm, la lunghezza dell'avambraccio tra 50,8 e 54,8 mm, la lunghezza della coda tra 16 e 29 mm, la lunghezza del piede tra 9,9 e 14,2 mm, la lunghezza delle orecchie tra 23 e 29 mm e un peso fino a 16 g.

### Aspetto
La pelliccia è lunga, densa e soffice. Le parti dorsali possono essere marroni o giallo brillante, mentre le parti ventrali sono più chiare. Le orecchie sono grandi. La foglia nasale presenta una lancetta moderatamente lunga, larga, triangolare e con i bordi diritti, un processo connettivo piegato in avanti e con il profilo arrotondato, una sella allargata alla base, più stretta al centro e con l'estremità arrotondata. La porzione anteriore è larga, copre interamente il muso ed ha un incavo centrale profondo alla base. Il labbro inferiore ha un solco longitudinale profondo. La coda è lunga ed inclusa completamente nell'ampio uropatagio. Il primo premolare superiore è situato lungo la linea alveolare. 

### Ecolocazione
Emette ultrasuoni ad alto ciclo di lavoro sotto forma di impulsi di lunga durata a frequenza costante di 57,6-61,6 kHz.

## Biologia

### Comportamento
Si rifugia in gruppi fino a 35 individui all'interno di grotte calcaree dove entra in ibernazione nei periodi più freddi.

### Alimentazione
Si nutre di insetti.

### Riproduzione
Femmine con i loro piccoli sono state osservate tra la fine di maggio e gli inizi di giugno.

## Distribuzione e habitat
Questa specie è diffusa nel Subcontinente indiano, in Cina meridionale e in Indocina.
Vive nelle foreste montane, boschi di bambù e campi coltivati tra 610 e 3.077 metri di altitudine.

## Tassonomia
Sono state riconosciute 2 sottospecie:
- R.p.pearsonii: Stati indiani dell'Assam, Meghalaya, Mizoram, Sikkim, Uttarakhand e West Bengal; Bangladesh, Bhutan, Nepal;
- R.p.chinensis (Andersen, 1905): Province cinesi dello Xizang, Sichuan, Guizhou, Yunnan, Shaanxi, Hubei, Zhejiang, Anhui, Fujian, Jiangxi, Guangdong, Guangxi e Hunan; Myanmar, Vietnam, Laos, Thailandia e Penisola Malese.

## Conservazione
La IUCN Red List, considerato il vasto areale, la tolleranza alle modifiche ambientali e la popolazione presumibilmente numerosa, classifica R.pearsonii come specie a rischio minimo (Least Concern)).